# Sawajiri Erika
Sawajiri Erika (沢尻 エリカ Trạch Cừu Anh Long Hoa, sinh ngày 8 tháng 4 năm 1986) là một nữ diễn viên, ca sĩ kiêm người mẫu người Nhật Bản.

## Tiểu sử
Sinh năm 1986 tại Tokyo, Erika là con út trong gia 3 anh chị em, mang trong mình hai dòng máu, cha là người Nhật, mẹ là người Pháp gốc Algeria. Tuổi thơ cô bé ko êm ả khi sớm đối mặt với những mất mát lớn. Năm thứ 3 trung học cơ sở, cha của cô bé qua đời vì bệnh ung thư. Và năm thứ nhất phổ thông cơ sở anh trai cả qua đời vì tai nạn xe.
Hâm mộ và mong muốn gặp ca sĩ nổi tiếng Namie Amuro, Erika quyết định bước chân vào giới giải trí năm 13 tuổi khi lọt qua vòng tuyển chọn của Stardust, công ty giải trí có tên tuổi tại Nhật, và khởi đầu là vai trò người mẫu áo tắm.
Dần dần được góp mặt trong một số phim truyền hình qua những vai phụ, nhưng với khuôn mặt biểu cảm, diễn xuất có hồn, Erika nhanh chóng được một số đạo diễn điện ảnh tin tưởng giao cho những vai có chiều sâu hơn trong một số phim điện ảnh như là "Shinobi"(2005) và đặc biệt "Pacchigi" (2005) bên cạnh Joe Odagiri, mà nhờ đó Erika được đề cử giải Newcomer of the year của Japanese Academy Awards (giải thưởng của viện hàn lâm Nhật Bản) và đoạt giải Nữ diễn viên mới xuất sắc nhất của Blue Ribbon Awards (giải thưởng phim uy tín do hội các báo phê bình phim Tokyo tổ chức).
Đối với khán giả màn ảnh nhỏ thì cô bé thực sự bước vào trái tim người hâm mộ qua vai Aya trong phim truyền hình gây tiếng vang Một lít nước mắt, khởi chiếu cuối năm 2005. Bộ phim dựa trên câu chuyện có thật qua nhật ký của một cô bé 15 tuổi biết mình mắc chứng bệnh "spinocerebellar degeneration" (người bệnh từ từ mất hết khả năng điều khiển cơ thể). Đây là một vai diễn khó, nhiều thử thách với một diễn viên trẻ như Erika, nhưng cô bé thực sự toả sáng và làm tròn vai diễn. Tuy không đoạt giải nữ diễn viên chính xuất sắc nhất của giải phim truyền hình lần thứ 47 nhưng diễn xuất của cô bé được giới chuyên môn đánh giá cao nhất (kate note: quy tắc giải dựa trên 3 yếu tố: bình chọn khán giả, bình chọn của ban giám khảo, và bình chọn của báo chí). Nhưng qua khả năng và bước đi trên con đường nghệ thuật của Erika, người hâm mộ có quyền tin cô bé sẽ còn đem lại nhiều vai diễn "lớn".

## Phim

### Phim điện ảnh
| Ngày       | Phim                                                                            | Vai                                        | Công ty sản xuất    |
| ---------- | ------------------------------------------------------------------------------- | ------------------------------------------ | ------------------- |
| 2004.02.28 | Mondai no nai watashitachi Lưu trữ ngày 4 tháng 6 năm 2011 tại Wayback Machine  | Maki Shintani (新谷麻綺)                   | Asmik Ace           |
| 2005.01.22 | Pacchigi! (We Shall Overcome Someday)                                           | Lee Kyung Ja 李慶子、リ･キョンジャ、이경자 | Asmik Ace           |
| 2005.04.16 | Ashurajō no Hitomi                                                              | 谷地                                       | Shochiku            |
| 2005.09.17 | Shinobi: Heart Under Blade Lưu trữ ngày 16 tháng 7 năm 2011 tại Wayback Machine | Hotarubi (蛍火)                            | Shochiku            |
| 2006.05.13 | Mamiya kyodai Lưu trữ ngày 15 tháng 10 năm 2008 tại Wayback Machine             | Honma Naomi (本間直美)                     | Asmik Ace           |
| 2006.09.16 | Sugar & Spice Lưu trữ ngày 22 tháng 2 năm 2008 tại Wayback Machine              | Watanabe Noriko (渡辺乃里子)               | Toho                |
| 2006.09.30 | Otoshimono (Chuyến tàu ma)                                                      | Nana (奈々)                                | Shochiku            |
| 2006.10.21 | Tentama 天使の卵                                                                | Saito Natsuki (斎藤夏姫)                   | Shochiku            |
| 2006.11.11 | Tegami 手紙                                                                     | Iraishi Yumiko (白石由美子)                | Gaga Communications |
| 2007.09.29 | Closed Note (クローズド・ノート)                                                | Kae Horī (堀井香恵)                        | Toho                |
| 2012.07.14 | Helter Skelter (ヘルタースケルター)                                             | Lilico (リリコ)                            | Cine Bazar          |

### Phim truyền hình
| Năm  | Phim | Vai                           | Công ty phát thanh |
| ---- | --- | ----------------------------- | ------------------ |
| 2003 | Hotman (ホットマン)                                                                                                   | Akikawa Satsuki (秋川さつき)  | TBS                |
| 2003 | Hitonatsu no Papa e ひと夏のパパへ Lưu trữ ngày 2 tháng 12 năm 2003 tại Wayback Machine                               | Satsuki (さつき)              | TBS                |
| 2004 | Sakura Sakumade 桜咲くまで                                                                                            | Hayashi Naoko (林菜穂子)      | MBS                |
| 2005 | Aikurushii あいくるしい Lưu trữ ngày 21 tháng 1 năm 2012 tại Wayback Machine                                          | Kizaki Honoka (木崎 ほのか)   | TBS                |
| 2005 | Một lít nước mắt (1リットルの涙)                                                                                      | Ikeuchi Aya (池内 亜也)       | Fuji Television    |
| 2006 | Taiyō no Uta (タイヨウのうた) Lưu trữ ngày 24 tháng 2 năm 2009 tại Wayback Machine                                    | Amane Kaoru (雨音 薫)         | TBS                |
| 2012 | L et M: Watashi ga Anata wo Aisuru Riyuu, sono hoka no Monogatari (L et M わたしがあなたを愛する理由、そのほかの物語) | Eru (L) (絵留) Emu (M) (絵夢) | BeeTV              |
| 2012 | Akujo ni Tsuite (悪女について)                                                                                        | Tomikoji Kimiko               | TBS                |

### Phim đặc biệt
| Ngày       | Phim                                         | Vai                         | Công ty phát thanh             |
| ---------- | -------------------------------------------- | --------------------------- | ------------------------------ |
| 2003.02.02 | NorthPoint Friends                           | Iwasa Mami (岩佐マミ)       | Hokkaido Cultural Broadcasting |
| 2004.02.11 | Fuyuzora ni Tsuki ha Kagayaku 冬空に月は輝く | -                           | Fuji Television                |
| 2004.04.03 | Cheers ~ Tenkou e no Ouenka                  | Akikawa Yukari (秋川ゆかり) | Nihon Television               |
| 2004.11.23 | Mumei                                        | -                           | TBS                            |
| 2005.09.10 | The Winds of God                             | Ohara Misaki (大原美咲)     | Asahi Television               |
| 2006.10.22 | Tenshi no hashigo                            | Saito Natsuki (斎藤夏姫)    | Fuji Television                |

### Video ca nhạc
| Năm  | Ca sĩ             | Video Clip                                       | Thông tin                                                                          |
| ---- | ----------------- | ------------------------------------------------ | ---------------------------------------------------------------------------------- |
| 2003 | Kishidan          | Chuyện tình bí mật                               | -                                                                                  |
| 2003 | Zeebra feat. Hiro | Big Big Money                                    | -                                                                                  |
| 2005 | Rip Slyme         | Hey! Brother                                     | Bài mở đầu của Mamiya kyodai Lưu trữ ngày 15 tháng 10 năm 2008 tại Wayback Machine |
| 2006 | Kaoru Amane       | A Song to the Sun (タイヨウのウタ Taiyou no Uta) | Bài mở đầu của Midnight Sun                                                        |
| 2006 | Kaoru Amane       | Ở lại với tôi                                    | Insert song of Midnight Sun                                                        |
| 2006 | Kato Miliyah      | Tôi sẽ                                           | Bài mở đầu của Otoshimono                                                          |
| 2006 | SunSet Swish      | Kimi ga Iru Kara 君がいるから                    | Bài mở đầu của Tentama                                                             |
| 2006 | Takahashi Hitomi  | Komorebi                                         | Bài mở đầu của Tegami                                                              |
| 2007 | Erika             | Tự do                                            | Commercial song of Subaru Stella + R2                                              |
| 2007 | Erika             | Fantasy                                          | Commercial song of music.jp                                                        |
| 2007 | Yui               | Love & Truth                                     | Bài mở đầu của Lưu ý đóng cửa                                                      |
| 2007 | Erika             | Destination Nowhere                              | Commercial song of music.jp                                                        |

### Show diễn
| Năm        | Show                    | Công ty phát thanh |
| ---------- | ----------------------- | ------------------ |
| 2001       | Harajuku Ronchazu       | -                  |
| 2002       | The Night of Hit Parade | Nihon Television   |
| 2002       | Super VIP               | -                  |
| 2002–2003  | B-1                     | TBS                |
| 2003–2004  | Aidoru wa               | -                  |
| Không biết | Mecha x2 Ikederu!       | -                  |

### DVD
| Năm  | DVD       | Nhà xuất bản |
| ---- | --------- | ------------ |
| 2002 | Cava?     | Wani Book    |
| 2003 | D-Splash! | -            |
| 2003 | Erica     | 学習研究     |
| 2005 | Sắc màu   | For-side.com |

### CM
| Năm       | Sản phẩm                         | Công ty                |
| --------- | -------------------------------- | ---------------------- |
| 2005–2006 | Amenity, Cook Nuevo & Yulax      | Yamahisa               |
| 2005–2006 | Flet's Phone                     | NTT Docomo             |
| 2005–2006 | K Album Beyond the Sea           | SonyMusic              |
| 2005–2006 | -                                | ANA Live               |
| 2006      | Xylish Show                      | Seika Meiji            |
| 2006      | Sala                             | Kanebo                 |
| 2006      | Kaoru Amane Single Taiyou no Uta | SonyMusic              |
| 2007      | SonyEricsson W51S                | SonyEricsson           |
| 2007      | Pepsi Nex Zero                   | Pepsi                  |
| 2007      | Stella + R2                      | Subaru                 |
| 2007      | SonyEricsson W52S                | SonyEricsson           |
| 2007      | SonyEricsson W53S                | SonyEricsson           |
| 2007      | Fran                             | Meiji Seika            |
| 2007      | Coffretd'or                      | Kanebo                 |
| 2007      | Sala                             | Kanebo                 |
| 2007      | Erika Single Free                | Studioseven Recordings |
| 2007      | Erika Single Destination Nowhere | Studioseven Recordings |
| 2008      | Sala ~Superior~                  | Kanebo                 |
| 2008      | Sala ~Straight Mist~             | Kanebo                 |

## Ấn phẩm

### Sách ảnh
| Năm  | Tựa sách  | Nhà xuất bản |
| ---- | --------- | ------------ |
| 2003 | P-chu!    | Wani Book    |
| 2004 | Erika     | 学習研究     |
| 2007 | Erika2007 | SDP          |

## Danh sách đĩa nhạc

### Đĩa đơn
| Phát hành  | Tựa                                                                | Oricon    | Oricon    | Oricon     | Oricon   | Oricon  | Oricon  | Album | Hãng thu âm            |
| Phát hành  | Tựa                                                                | Hàng ngày | Hàng tuần | Hàng tháng | Hàng năm | Ra mắt  | Toàn bộ | Album | Hãng thu âm            |
| ---------- | ------------------------------------------------------------------ | --------- | --------- | ---------- | -------- | ------- | ------- | ----- | ---------------------- |
| 2006.08.30 | "Taiyou no Uta (Ca khúc Mặt trời)" (c/w Ở lại với tôi) Kaoru Amane | 1         | 1         | 1          | 10       | 150,056 | 488,000 | -     | Sony Music Japan       |
| 2007.07.04 | "Tự do" Đĩa đơn đầu tay                                            | 1         | 1         | 4          | 67       | 50,287  | 119,817 | TBD   | Studioseven Recordings |
| 2007.11.28 | "Destination Nowhere" Đĩa đơn thứ 2                                | 4         | 7         | 18         | 190      | 26,624  | 43,209  | TBD   | Studioseven Recordings |

## Giải thưởng và đề cử
| Năm  | Giải thưởng                                  | Tên                                            | Phim                                                                 |
| ---- | -------------------------------------------- | ---------------------------------------------- | -------------------------------------------------------------------- |
| 2001 | Young Jump Uniform Collection                | Runner up                                      | -                                                                    |
| 2002 | Fuji TV's Visual Queen of the Year           | -                                              | -                                                                    |
| 2005 | Giải thưởng điện ảnh thể thao Nikkan lần 18  | Giải diễn viên mới xuất sắc nhất               | Pacchigi!                                                            |
| 2005 | Giải thưởng điện ảnh Houchi lần 30           | Giải diễn viên mới xuất sắc nhất               | Pacchigi!                                                            |
| 2005 | Giải thưởng điện ảnh thể thao Tokyo lần 15   | Giải diễn viên mới xuất sắc nhất               | Pacchigi!                                                            |
| 2005 | 79th Kinema Junpo Award                      | Giải diễn viên mới xuất sắc nhất [dành cho nữ] | Pacchigi!                                                            |
| 2005 | Giải thưởng của Viện hàn lâm Nhật Bản lần 29 | Giải diễn viên mới xuất sắc nhất [dành cho nữ] | Pacchigi!                                                            |
| 2005 | 2006 Elandor Award                           | Giải diễn viên mới xuất sắc nhất               | Một lít nước mắt Lưu trữ ngày 4 tháng 2 năm 2009 tại Wayback Machine |
| 2005 | 43rd Golden Arrow Award                      | Giải diễn viên mới xuất sắc nhất               | Một lít nước mắt Lưu trữ ngày 4 tháng 2 năm 2009 tại Wayback Machine |

## Bê bối
Năm 2007, sự nghiệp của "em gái quốc dân" gặp biến cố khi cô bị tố có thái độ chảnh chọe khi trả lời phỏng vấn ở họp báo ra mắt phim Closed Note. Hàng loạt tờ báo chỉ trích, tẩy chay cô, khiến Sawajiri phải công khai xin lỗi trên trang web chính thức của mình. Tuy nhiên, hành động này của cô không được công chúng chấp nhận.
Tới năm 2009, cô quyết định kết hôn với đại gia truyền thông hơn mình 22 tuổi. Vào thời điểm này, "quốc bảo mỹ nữ" bắt đầu chuyển mình và chụp những bộ ảnh gợi cảm. Với cá tính mạnh, nữ diễn viên muốn phá vỡ hình ảnh ngây thơ, thuần khiết đã giúp cô nổi tiếng những ngày đầu. Nữ diễn viên thường xuyên chụp ảnh nude, khoe đường cong cơ thể. Năm 2012, Sawajiri gây sốc khi đóng chính trong bộ phim điện ảnh Helter.
Năm 2013, sau khi chia tay chồng đại gia, cô khóc rất nhiều và bày tỏ mong muốn quay lại đóng phim. Cô tham gia diễn xuất trong phim truyền hình First Class vào năm 2014. Phim đạt thành công bước đầu nhưng vẫn chưa đủ để Sawajiri lấy lại thiện cảm từ phía khán giả. Cô đóng nhiều phim hơn, hợp tác với các nam diễn viên nổi tiếng như Aiba Masaki của nhóm Arashi, Okada Junichi, Oguri Shun…
Erika Sawajiri bị bắt giữ vào ngày 16/11/2019 và được tại ngoại vào 6/12/2019. Sawajiri bị buộc tội sở hữu khoảng 0,198 gram ma túy tổng hợp, còn được gọi là thuốc lắc. Trong phiên tòa diễn ra ngày 31/1 tại Tòa án quận Tokyo, nữ diễn viên "Một lít nước mắt" đã thừa nhận mọi cáo buộc buôn bán ma túy. Cô chia sẻ, mong muốn được sửa chữa sai lầm và sau khi trả giá cho mọi tội lỗi, cô không có ý định quay trở lại nghiệp diễn. Theo các cáo buộc chống lại cô.